# Johann Paintner
Johann „Hans“ Paintner (* 11. November 1926 in Altusried; † 3. Oktober 2000 in Rosenheim) war ein deutscher Landwirt und Politiker (FDP).

## Leben und Beruf
Nach dem Volksschulabschluss absolvierte Paintner eine landwirtschaftliche Ausbildung und besuchte die Landwirtschaftsschule. Anschließend wurde er zur Wehrmacht eingezogen, nahm als Soldat am Zweiten Weltkrieg teil und geriet zuletzt in Gefangenschaft. Später betrieb er in Tiefenbach die Johann Paintner GmbH, einen Einlagerungsbetrieb für Ernährungsgüter.

## Partei
Paintner trat 1966 in die FDP Bayern ein und wurde später zum Vorsitzenden des FDP-Bezirks Niederbayern gewählt. Außerdem war er Vorsitzender des Landes- sowie stellvertretender Vorsitzender des Bundesagrarausschusses der FDP.

## Abgeordneter
Paintner war langjähriges Ratsmitglied der Gemeinde Tiefenbach. Dem Deutschen Bundestag gehörte er von 1976 bis 1994 an. Er war stets über die Landesliste Bayern ins Parlament eingezogen.

## Ehrungen
- 1982: Verdienstkreuz 1. Klasse der Bundesrepublik Deutschland
- 1986: Großes Verdienstkreuz der Bundesrepublik Deutschland